# Geilana
Geilana, död efter 689, var en hertiginna av Thüringen som gift med Hedan I och Gozbert.
Hon gifte sig med två hertigar av Thüringen i följd, som båda var bröder, och blev mor till Hedan II. När Sankt Kilian missionerade i Thüringen och omvände hennes make Gozbert föredrog hon att hålla fast vid den hedniska germanska religionen. Kilian krävde då att hennes make skulle skilja sig från henne, eftersom ett äktenskap med en svägerska och svåger sågs som synd och incest av kyrkan. När Gozbert år 689 var frånvarande i krigståg, iscensatte Geilana ett mord på Kilian i hans frånvaro med stöd av den hedniska oppositionen. Mordet följdes av Gozberts död strax därefter, avbrytandet av kristnandet och bortjagandet av hans son Hedan II, varefter Geilana ska ha tagit makten som regerande hertiginna med hedningarnas stöd. Det är inte känt hur länge hon regerade, men Hedan II hade övertagit makten någon gång före år 704.  